# Élie Antoine Octave Lignier
Pour les articles homonymes, voir Lignier.
Octave Lignier, né le 25 février 1855 à Pougy dans l'Aube et mort le 19 mars 1916 dans le 16e arrondissement de Paris, est un botaniste français, titulaire de la chaire de botanique de Caen depuis sa fondation en 1889 jusqu'à son décès.

## Biographie
Après des études secondaires au lycée Henri-IV (Paris), il est bachelier en 1872. En 1879 il rejoint Charles Eugène Bertrand à Lille, comme préparateur. En 1887, il défend à Paris une thèse intitulée Recherches sur l'Anatomie comparée des Calycanthées, des Mélastomatacées et des Myrtacées. Nommé chargé de cours il rejoint la faculté de Caen en août 1887. Il y sera un membre important de la Société Linnéenne de Normandie. Il publie de très nombreux articles scientifiques sur la paléobotanique et la botanique. En collaboration avec Marius Lortet il prépare un inventaire des herbiers de l'université et du Jardin botanique de Caen.
Il est connu pour ses travaux en phylogénie repris par Pierre Bugnon.
Octave Lignier se marie le 15 avril 1893 dans le 8e arrondissement de Paris, avec Emma Susanne Isambert, fille d'Emile Isambert (1827-1876), médecin, lui-même fils de François André Isambert (1792-1857), juriste et homme politique, abolitionniste, conseiller à la Cour de cassation. 
Un fils unique, Emile Henry, naît le 7 mai 1894 à Caen. Lors de la Première Guerre mondiale, il est grièvement blessé à l'œil, en 1917. Titulaire de la médaille militaire et de la croix de guerre, il meurt à 50 ans sans postérité le 31 juillet 1944 et est inhumé au cimetière des Batignolles.
Le couple Lignier-Isambert divorce le 25 février 1909 suivant jugement du Tribunal civil de Caen. 
Octave Lignier décède des suites d'une opération, dans une maison de santé du quartier d'Auteuil (Paris, 16e), le 19 mars 1916.

### Hommages
- Une plaque « A la mémoire d'Octave Lignier en remerciement pour son travail accompli au Jardin des Plantes » est accrochée sur la façade de l'institut botanique du Jardin des plantes de Caen.

- Le genre Ligniera (Fungi, Plasmodiophoraceaea) été dédié à Lignier par Maire & A.Tison en 1911[3]. Le botaniste, Alexandre Chevalier, son élève, lui a dédié le genre  Lignieria (Melastomataceae) .
- Un amphithéâtre portant son nom dans le bâtiment A de l'Université de Caen Normandie.

## Œuvres
- Essai sur l'histoire du Jardin des Plantes de Caen, 1904
- Titres et travaux scientifiques de Octave Lignier, 1914, 120 p.